# Mevo Chama
Mevo Chama (hebrejsky מְבוֹא חַמָּה, doslova „Brána Slunce“, v oficiálním přepisu do angličtiny Mevo Hamma, přepisováno též Mevo Hama) je izraelská osada a vesnice typu kibuc na Golanských výšinách v Oblastní radě Golan.

## Geografie
Vesnice se nachází v nadmořské výšce 350 metrů, cca 13 kilometrů jihovýchodně od města Tiberias, cca 62 kilometrů východně od Haify a cca 110 kilometrů severovýchodně od centra Tel Avivu. Leží na náhorní plošině v jižní části Golanských výšin, na okraji prudkého zlomu, který se západně od osady propadá směrem ke Galilejskému jezeru, na východní straně terén klesá do údolí toku Nachal Mejcar.
Je situována v oblasti s hustou sítí zemědělského osídlení, takřka výlučně židovského, tedy bez arabských sídel. Na dopravní síť Golanských výšin je napojena pomocí silnice číslo 98, která je hlavní severojižní komunikací v tomto regionu.

## Dějiny
Mevo Chama leží na Golanských výšinách, které byly dobyty izraelskou armádou v roce 1967 a byly od té doby cíleně osidlovány Izraelci. Tato osada byla založena už roku 1968
(9. ledna) jako druhá v celé oblasti Golanských výšin (po vesnici Merom Golan). První skupinou obyvatel bylo osm členů kibuců z  Jordánského údolí, kteří se usadili v nedaleké opuštěné železniční stanici v údolí řeky Jarmuk, v lokalitě El Hamma, kde se dnes nachází lázeňský komplex Chamat Gader. Od počátku počítali s tím, že založí kibuc přímo na Golanských výšinách, což se stalo v září 1968. Poloha osady je strategicky významná a umožňuje přehlédnout celé Galilejské jezero a velkou část Galileje. Před rokem 1967 se zde nacházel post syrské armády, která odtud ostřelovala kibuc Ejn Gev. V roce 1971 se k původním osadníkům připojily další rodiny, včetně přistěhovalců z Austrálie a z Velké Británie.
Ve zprávě z roku 1977 vypracované pro Senát Spojených států amerických se počet obyvatel v osadě odhaduje na 150. Plocha vesnice byla udávána na 4500 dunamů (4,5 kilometrů čtverečních).
Ekonomika je založena na zemědělství (živočišná i rostlinná výroba). Východně od osady se rozkládají intenzivně obhospodařované pozemky. Dále zde funguje průmysl (továrna Mapal na výrobu plastů) a kibuc je také částečným vlastníkem lázeňského komplexu Chamat Gader. V obci vyrůstá nová zástavba, jejíž obyvatelé již nemusejí být zapojeni do kolektivního hospodaření v rámci kibucu. V Mevo Chama fungují zařízení předškolní péče o děti. Základní školství je k dispozici v nedaleké vesnici Bnej Jehuda, střední školství ve městě Kacrin.

## Demografie
Obyvatelstvo obce Mevo Chama je sekulární. Jde o malé sídlo vesnického typu s dlouhodobě stagnující populací. K 31. prosinci 2014 zde žilo 323 lidí. Během roku 2014 stoupla populace o 0,9 %.
| Rok            | 1983 | 1995 | 1999 | 2000 | 2001 | 2003 | 2004 | 2005 | 2006 | 2007 | 2008 | 2009 | 2010 | 2011 | 2012 | 2013 | 2014 |
| -------------- | ---- | ---- | ---- | ---- | ---- | ---- | ---- | ---- | ---- | ---- | ---- | ---- | ---- | ---- | ---- | ---- | ---- |
| Počet obyvatel | 291  | 366  | 356  | 363  | 343  | 347  | 325  | 329  | 336  | 339  | 338  | 279  | 276  | 298  | 309  | 320  | 323  |